# 百捷租車
百捷租車公司（（英文）Budget Rent A Car System, Inc.）是一家屬於汽車租賃的跨國企業，母公司為美國安飛士·百捷集團（Avis Budget Group, Inc.）。創辦人莫里斯·莫金（Morris Mirkin）於1958年在加州洛杉磯以2萬4千美元創立。
2002年百捷集團自紐約證券交易所下市除牌，並將百捷租車公司在美國、加拿大、拉丁美洲、加勒比地區、澳大利亞、紐西蘭等分公司的資產全部出售給聖達特公司；全球其餘分公司則賣給安飛士歐洲公司（Avis Europe, Plc.），自此安飛士·百捷集團開始成形。
至2011年第一季為止，該集團在北美洲、澳大利亞及紐西蘭等地區的市場佔有率皆為第一。

## 公司沿革
1958年莫里斯·莫金（Morris Mirkin）於1958年在加州洛杉磯以2萬4千美元創立百捷租車公司，如同其名Budget所示，該公司的市場定位乃為預算有限的客戶提供租車服務。翌年莫金向一位芝加哥的遠房親戚朱利葉斯·萊德勒尋求資金奧援，並於1960年將總部搬遷至芝加哥，更擴大了獨資經營的據點門市。
最後莫金的公司被橫貫美國公司收購，並於1986年被吉崩·格林與埃莫里公司（Gibbons, Green and van Amerongen Ltd.）、原公司高層克里夫頓·哈利（Clifton E. Haley）及其他投資者以槓桿收購的方式買下，且在1987年公開發行股票。1997年該上市公司被租賃團隊集團（Team Rental Group）買下，重新命名成百捷集團（Budget Group, Inc.）。
2002年百捷集團下市除牌，並將該公司在美國、加拿大、拉丁美洲、加勒比地區、澳大利亞、紐西蘭等分公司的資產賣給聖達特公司；全球其餘分公司則出售給安飛士歐洲公司（Avis Europe, Plc.），從此安飛士·百捷集團開始成形。
如今，百捷租車在美國境內共有800個營業據點，其中包含576個自營點與224個加盟點；全球其他國家地區則共有896個據點，含159個自營門市與737個加盟門市。

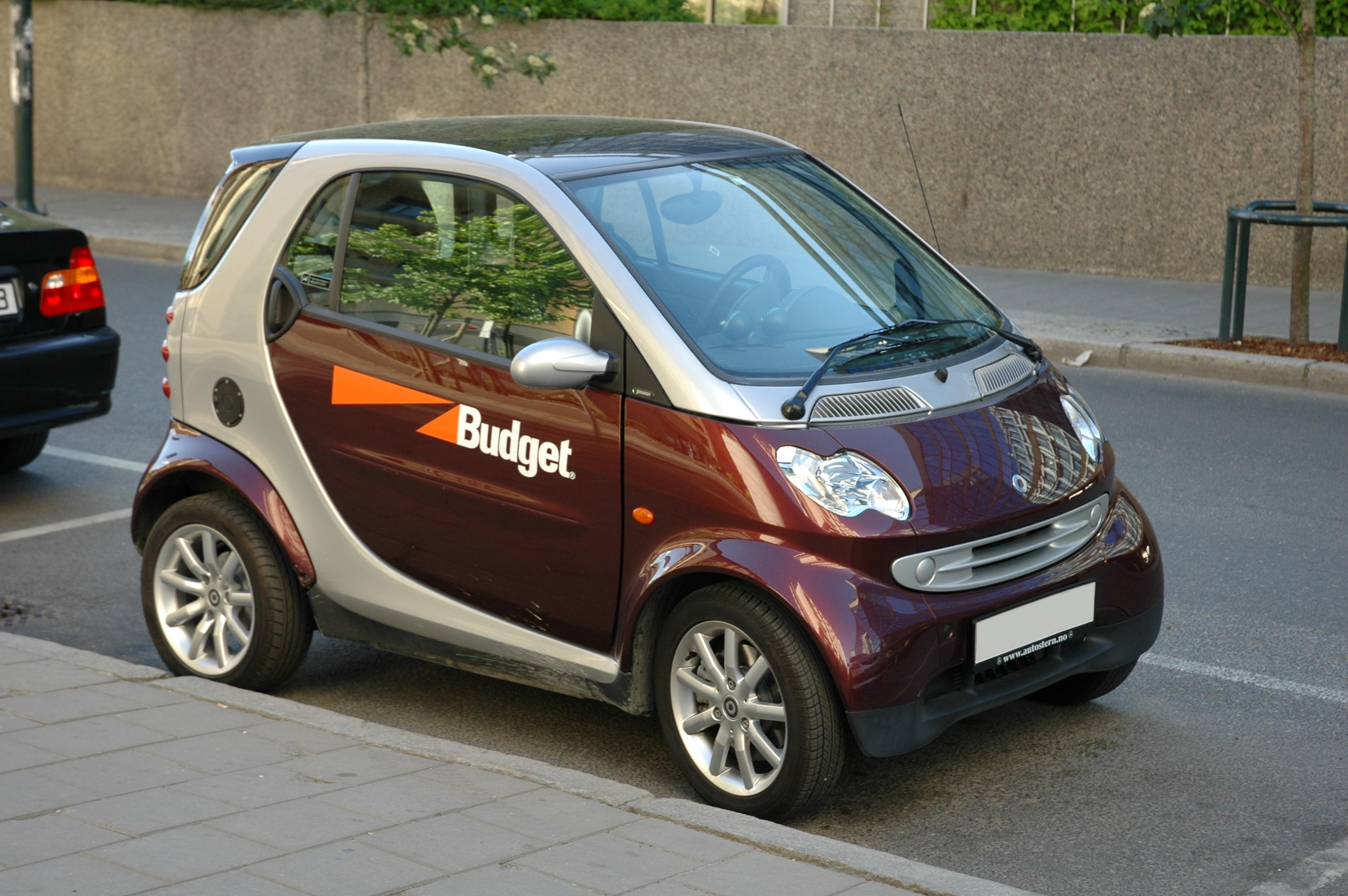
百捷租車的Smart Fortwo

## 內部連結
- 安飛士·百捷集團：母公司。
- 安飛士租車：集團成員之一。
- 百捷卡車租賃：集團成員之二。

## 外部連結
- 美國官方網站 （页面存档备份，存于）